# Granuleubria pakistanica
Granuleubria pakistanica là một loài bọ cánh cứng trong họ Psephenidae. Loài này được Jäch & Lee miêu tả khoa học đầu tiên năm 1994.